# Der weiße Elefant
Der weiße Elefant ist ein Kinder-Medien-Preis, der vom Medien-Club München e. V. verliehen wird und Produktionen auszeichnet, die die Entwicklung von Kindern und Jugendlichen fördern helfen und dazu beitragen, dass die Qualität der Angebote verbessert und vermehrt wird. Hauptförderer sind die Bayerische Sparkassenstiftung und die Verwertungsgesellschaft der Film- und Fernsehproduzenten (VFF). Der Preis ist mit insgesamt 11.000 Euro dotiert. Schirmherr ist der Bayerische Kultusminister Ludwig Spaenle.

## Geschichte
Der weiße Elefant wurde zum 1. Mal im Jahr 2001 für herausragende Medienproduktionen für Kinder und Jugendliche verliehen. Die feierliche Preisverleihung im kleinen Rahmen wurde im Münchner Marionettentheater ausgetragen. Seit 2005 findet der Kinder-Medien-Preis im Münchner Gasteig im Rahmen des Filmfest München statt. Der für 2020 geplante Kinder-Medien-Preis wurde aufgrund der COVID-19-Pandemie abgesagt. Seit dem 10. Jubiläum des Kinder-Medien-Preises im Jahr 2011 wird ein Publikumspreis vergeben.

## Preisträger
- 2001
  - Produzentin Uschi Reich für Emil und die Detektive und Pünktchen und Anton
  - Regisseur Thomas Schneider für die Episode Operation Buttercreme der Serie Max + Ko.[2][3]
- 2002
  - Tita Korytowski für Pumuckl und seine Zirkusabenteuer (BR/Infafilm GmbH)
  - Petra Müller (FWU-Institut) für Kinderbrauser
  - besondere Anerkennung der Jury: Kinderreporterin Sophie für Kinderreporterin Sophie befragt Spitzenpolitiker (ZDF).[4]
- 2003
  - Ewa Karlström und Andreas Ulmke-Smeaton für Die Wilden Kerle
  - Regisseur Ben Verbong für Sams in Gefahr
  - Sonderpreis an Constantin Gastmann für die Rolle des Martin Taschenbier in Sams in Gefahr.[5]
- 2004
- 2005
  - Franziska Buch für Bibi Blocksberg und das Geheimnis der blauen Eulen
  - Sandra Nettelbeck für Sergeant Pepper
  - Sonderpreis für Medienproduktionen von jungen Menschen für Spit
  - Sonderpreis für Josefina Vilsmaier und François Goeske als Nachwuchsdarsteller im Film Bergkristall von Joseph Vilsmaier.[6]
- 2006
  - Gernot Roll (Regisseur) und Ulrich Limmer (Produzent) für Der Räuber Hotzenplotz
  - Vivian Naefe (Regisseurin) für Die Wilden Hühner
  - Sarah Beck und Raban Bieling für ihre Rollen in Es ist ein Elch entsprungen
  - Martin Stührk und Manuel Steitz für ihre Rollen in Der Räuber Hotzenplotz
- 2007
  - Sven Nuri, Christoph Strunck und Friedrich Böhm (Produzenten) für Mondmann
  - Johannes Schmid (Regisseur) für Blöde Mütze!
  - Jana Andjelkovic für ihre Rolle in Mondmann
  - Aaron Altaras für seine Rolle in Nicht alle waren Mörder
  - Johann Hillmann, Lea Eisleb und Konrad Baumann für ihre Rollen in Blöde Mütze!
- 2008
  - Anna Justice (Regie) für Max Minsky und ich
  - Gabriele Walther und Frank Piscator (Produzenten) für die Zeichentrickserie Der Mondbär
  - Martin Reinl für die Gestaltung der Kinderserie Peb & Pebber – Helden privat (Super RTL)
  - Zoe Moore für ihre Rolle als Nelly in Max Minsky und ich
  - Lukas Schust für seine Rolle als Tim in Das Wunder von Loch Ness
- 2009
  - Christian Ditter (Regie) für Die Vorstadtkrokodile
  - Alina Freund für ihre Rolle als Lilli in Hexe Lilli – Der Drache und das magische Buch
  - Markus Krojer für seine Rolle des Alexander in Die Perlmutterfarbe
  - Helene Luise Doppler als Moderatorin und Schauspielerin Katrin in der Episode Kängurus der Fernsehserie Katrin und die Welt der Tiere
- 2010
  - Franziska Buch (Regie) und Uschi Reich (Produzentin) für Hier kommt Lola!
  - Meira Durand für ihre Rolle als Lola in Hier kommt Lola!
  - Jonas Hämmerle für seine Rolle in Wickie in Wickie und die starken Männer[7]
  - Krimiserie Allein gegen die Zeit für das Serien-Konzept an Ceylan Yildirim, Silja Clemens und Stephan Rick
  - D.I.E. Detektive im Einsatz (Serie bei SUPER RTL) für Regisseur Michael Tobinky und Produzent Benno Friebe
- 2011
  - Lena Schömann und Christian Becker (Produzenten) für die Kinofilmreihe Vorstadtkrokodile
  - Rafael Koussouris für seine Rolle in Almanya – Willkommen in Deutschland
  - Emre Koca für die Regie des Kurzfilms Seppi & Hias – Bayerisch-Türkische Lausbubengeschichten
  - Kurt Tomaszewski für das Computerspiel Willi wills wissen: Bei den Römern
  - Jan Müller-Michaelis und Kevin Menz für das Computerspiel A New Beginning
- 2012
  - Christine Urspruch, Ulrich Noethen (Darsteller) und Peter Gersina (Regisseur) für Sams im Glück
  - Mercan Türkoğlu für ihre Rolle in Dreiviertelmond
  - Michael Stumpf (verantwortlicher Redakteur) für das Internetangebot für Kinder tivi.de (ZDF)
  - Jan Bonath als Produzent der Kinderserie JoNaLu (ZDF)
  - Can Mansuroglu (Moderator) des TV-Wissensmagazins für Kinder: Checker Can (Das Erste)
- 2013
  - Katja von Garnier für die Regie von Ostwind
  - Hanna Binke für ihre Darstellung in Ostwind
  - Gabriele M. Walther für die beste Kinofilm-Produktion: Ritter Rost – Eisenhart und voll verbeult (Caligari Film)
  - Collien Ulmen-Fernandes (Moderatorin) und Hannes Heyelmann für das TV-Outdoor-Erlebnisformat Cartoon Network Spurensuche – Schnitzeljagd war gestern! (Turner Broadcasting)
  - Ursula Gessat und Julia Kessler-Knopp (Kinder- und Jugendarbeit Bayerische Staatsoper München) für die Internetseite www.maestro-margarini.de
  - Markus Vanhoefer (Autor und Regisseur) für das Hörspiel Starke Stücke: Die Moldau (BR-Klassik)
  - Yvonne Abele (Produzentin) und Christa Streiber (verantwortliche Redakteurin) für Schloss Einstein (Saxonia Media/MDR) in der Kategorie Besondere Leistung
- 2014
  - Uli Putz und Jakob Claussen (Produzenten) in der Kategorie Beste Kino-Film-Produktion für Das kleine Gespenst (Claussen+Wöbke+Putz Filmproduktion)
  - Ali Samadi Ahadi in der Kategorie Beste Regie Kino-Film für Pettersson und Findus – Kleiner Quälgeist, große Freundschaft (Tradewind Pictures/Senator Film Produktion/Network Movie/ZDF)
  - Juri Winkler und Anton Petzold in der Kategorie Beste Kino-Film-Nachwuchsdarsteller für Rico, Oskar und die Tieferschatten (Lieblingsfilm)
  - Uwe Janson in der Kategorie Beste Regie TV-Film für Das Mädchen mit den Schwefelhölzern (Askania Media, ARD)
  - Lea Müller in der Kategorie Beste TV-Nachwuchsdarstellerin für Das Mädchen mit den Schwefelhölzern (Askania Media, ARD)
  - Jimi Blue Ochsenknecht und Mitja Lafere in der Kategorie Herausragende Moderation TV-Wissenssendung für Cartoon Network Praktikanten – Jimi und Mitja machen den Jobcheck (Vision First, Cartoon Network)
  - Sebastian Zembol und Rainer Schmidt in der Kategorie Herausragende App für Die große Wörterfabrik (Bilderbuch-App – Mixtvision Verlag)
  - Karen Kassulat in der Kategorie Herausragendes Hörbuch für Die kleine Rennmaus und ihr Zauberhaus (VRD Stiftung für Erneuerbare Energien). Preisträgerin:
- 2015
  - Ewa Karlström und Andreas Ulmke-Smeaton (Produzenten) sowie Sonderpreis für Kenzie Dysli (Pferdetrainerin) in der Kategorie Beste Kinofilm-Produktion für Ostwind 2 (SamFilm/Constantin Film)
  - Veit Helmer (Regisseur, Drehbuchautor und Produzent) in der Kategorie Beste Regie und Gesamtleistung für Quatsch und die Nasenbärbande (Veit Helmer-Filmproduktion / Farbfilm / NDR / SWR / HR / BR / arte)
  - Merle Juschka und Johannes Hallervorden in der Kategorie Beste Nachwuchsdarsteller für Binny und der Geist (UFA Fiction / Disney Channel)
  - Martin Reinl (Puppenspieler) mit der Puppe Woozle in der Kategorie Bestes TV-Format für Woozle Goozle (Endemol Beyond / Super RTL)
  - Kristin Heitmann (Produzentin) in der Kategorie Beste App für Mathe verstehen – Das kleine Einmaleins (App Media)
- 2016
  - Beste Kinoproduktion: König Laurin (Sparkling Pictures / BR), Produzent Felix von Poser
  - Beste Nachwuchsdarstellerin: Lynn Dortschack in Ente Gut! Mädchen allein zu Haus (Kevin Lee Film, MDR, BR, KiKA)
  - Beste TV-Serie: Der kleine Drache Kokosnuss (Caligari Film- und Fernsehproduktion / ZDF), Produzentin Gabriele M. Walther
  - Beste App: Freggers Play (SPiN AG), Produzent Fabian Rott
  - Bestes Game: Shift Happens (Klonk), Produzent Robin Kocaurek
  - Kinder-Medien-Publikumspreis:
    - Kategorie bis 6. Klasse: 1. Preis: Kindern einfach erklärt… Wirtschaft – Jules Verne Campus Gymnasium München
    - Kategorie ab 7. Klasse: 1. Preis: Macbeth: Banquet Scene – Dom-Gymnasium Freising
- 2017
  - Beste Kinoproduktion: Die Mitte der Welt  (Neue Schönhauser Filmproduktion)
  - Bester Animationsfilm: Die Häschenschule – Jagd nach dem Goldenen Ei
  - Beste Nachwuchsdarsteller: Tristan Göbel & Anand Batbileg in  Tschick
  - Beste TV-Serie: Checker Tobi (Der Leben- und Sterben-Check)
  - Sonderpreis für ein innovatives Lernkonzept: Limbradur und die Magie der Schwerkraft
  - Kinder-Medien-Publikumspreis:
    - Kategorie bis 6. Klasse: 1. Preis: Hallo Frühling (Klasse 4a, Grund- und Mittelschule Markt Rettenbach); 2. Preis: Froschwünsche (Klasse 3b, Grundschule an der Hirschbergstraße München)
    - Kategorie ab 7. Klasse: 1. Preis: Puzzle (Klasse 10b und Schülerin Hanna Li, Sophie-Scholl-Gymnasium München); 2. Preis: Respekt (Klasse 7a & 7b, Mittelschule Lenting)
- 2018
  - Bestes Wissensmagazin als TV-Format + App: fragFINN (SUPER RTL, M.E. Works)
  - Beste Kinoproduktion: Jim Knopf und Lukas der Lokomotivführer (Rat Pack Filmproduktion GmbH)
  - Beste Doku-Reihe: Nicht zu stoppen (Caligari Entertainment GmbH, ZDF/KiKA)
  - Beste Nachwuchsdarstellerin: Lisa Moell für ihre Rolle in Königin von Niendorf (Joya Thome Filmproduktion, FILMFEST MÜNCHEN 2017)
  - Beste App: Lazuli (funline Media GmbH)
- 2019
  - Beste TV-Produktion: Der Krieg und ich
  - Beste TV-Moderatorin: KiKA-Wissensmacherin Clarissa Corrêa da Silva
  - Bester Nachwuchsdarsteller: Julius Weckauf (Der Junge muss an die frische Luft)
  - Bestes Game: Unforeseen Incidents
  - Bester Kinofilm: Unheimlich perfekte Freunde
- 2020: aufgrund der COVID-19-Pandemie keine Verleihung
- 2021:
  - Bester Kinofilm: Madison[8]
  - Beste Kinderfernsehserie: Die Erben der Nacht
  - Bester TV-Spielfilm: @Kalinka – Melde dich bitte
  - Radiosendung Zusammen sind wir bunt – Anti-Rassismus-Woche bei TOGGO Radio
  - KiKA-Internetangebote Triff… Berühmte Wissenschaftlerinnen und Triff… Berühmte Künstlerinnen
  - Beste Nachwuchsdarstellerin: Romy Lou Janinhoff für Mission Ulja Funk
- 2022:
  - Bester Kinofilm: Shorty und das Geheimnis des Zauberriffs[9]
  - Beste Fernsehproduktion: KiKA Award 2021
  - Bestes Wissensmagazin: Geolino TV, Folge 12
  - Preis für die beste TV-Moderation: Pia Amofa-Antwi für Pia und die wilde Natur: Die Wunderwesen der Namib-Wüste
  - Publikumspreis: Der Räuber Hotzenplotz[10]
- 2023
  - Sonderpreis: „Wenn Zeiten dich öndern …“, Franz-Ludwig-Gymnasium in Bamberg [11]
  - Beste App: KiKA-Quiz[11]
  - Beste Fernsehproduktion: Ansage! (KiKA)[11]
  - Herausragende Inklusionseinrichtung: Doku-Reihe „Zum Schwarzwälder Hirsch – Eine außergewöhnliche Küchencrew und Tim M#lzer“ (Vox)[11]
  - Beste Innovationstreiberin: Entwicklungsprojekt „KALTSTART“, Akademie für Kindermedien[11]